# Дьяченко, Иван Давидович
Иван Давидович Дьяченко (1906-1943) — красноармеец Рабоче-крестьянской Красной Армии, участник Великой Отечественной войн, Герой Советского Союза (1943).

## Биография
Иван Дьяченко родился в 1906 году в селе Плоское (ныне — Броварский район Киевской области Украины) в крестьянской семье. Получил начальное образование, работал бригадиром в колхозе. В 1928—1930 годах проходил службу в Рабоче-крестьянской Красной Армии. В 1939 году повторно был призван в армию. Участвовал в советско-финской войне. С июня 1941 года — на фронтах Великой Отечественной войны. К октябрю 1943 года красноармеец Иван Дьяченко был стрелком 1318-го стрелкового полка 163-й стрелковой дивизии 38-й армии Воронежского фронта. Отличился во время битвы за Днепр.
2 октября 1943 года Дьяченко переправился на остров Жуковка в районе села Бортничи Бориспольского района Киевской области Украинской ССР, забросал гранатами немецкий окоп, после чего вступил в рукопашную схватку с противником. 5 октября 1943 года Дьяченко погиб в бою.
Указом Президиума Верховного Совета СССР от 29 октября 1943 года красноармеец Иван Дьяченко посмертно был удостоен высокого звания Героя Советского Союза. Также посмертно был награждён орденом Ленина.

## Память
В честь Дьяченко названа улица в Плоском.